# Kertvárosi FC
A Kertvárosi FC egykori nyíregyházi labdarúgócsapat. Utolsó szezonjában, 2002–2003-ban harmadosztályú bajnoki címet szerzett. 2003-tól kezdve a csapat jogutódaként a Nyíregyháza Spartacus FC szerepel.

## Története
A klubot 1988-ban alapították Hardware SC néven, civil kezdeményezésre. Szereplésüket a körzeti II. osztályban kezdték, hazai mérkőzéseiket az azóta már megszűnt bujtosi pályán játszották. A kilencvenes évek első felére a csapatnak sikerült feljutnia a megyei első osztályig.
1996-ban áttették székhelyüket a Tiszavasvári úti NYVSC-pályára, a csapat nevét pedig Kertvárosra változtatták. A szezon végén kiestek a megyei II. osztályba, de egy év múlva sikerült visszajutniuk. A 2000-es években pedig elkezdődött a csapat legnagyobb sikerkorszaka: egymás után három évben bajnokságot nyertek, így egy-egy osztállyal feljebb léphettek. 
A 2003-as harmadosztályú bajnoki címük azt jelentette volna, hogy Nyíregyházának két csapata szerepelhet a másodosztályban. Mivel ez a helyzet nem lett volna észszerű, az önkormányzat úgy döntött, felszámolja a Nyírség-Spartacus Labdarúgó Kft.-t. Azonban a nyíregyházi futballrajongók nagy része a Szparit tekintette a város csapatának, így a Kertvárosi FC átköltözött a Sóstói útra, nevét Nyíregyháza Spartacus FC-re, színét kék-sárgáról piros-kékre változtatták. A játékoskeretbe az addigi kertvárosi labdarúgók mellé leigazolták a régi Spartacus-játékosok egy részét is, valamint újonnan érkezőkkel is erősítettek. A Spartacus hagyományainak továbbvitelét fejezte ki a Szpari Lovagrend létrehozása is.

## Sikerek
- harmadosztályú bajnok: (1×) 2002–2003, NB II – Szabolcs Gabona-csoport
- negyedosztályú bajnok: (1×) 2001–2002, NB III – Tisza-csoport
- Szabolcs-Szatmár-Bereg megyei bajnok: (1×) 2000–2001